# Granby (Massachusetts)
Granby es un pueblo ubicado en el condado de Hampshire en el estado estadounidense de Massachusetts. En el Censo de 2010 tenía una población de 6.240 habitantes y una densidad poblacional de 85,78 personas por km².

## Geografía
Granby se encuentra ubicado en las coordenadas 42°14′42″N 72°30′0″O / 42.24500, -72.50000. Según la Oficina del Censo de los Estados Unidos, Granby tiene una superficie total de 72.75 km², de la cual 72.08 km² corresponden a tierra firme y (0.92%) 0.67 km² es agua.

## Demografía
Según el censo de 2010, había 6.240 personas residiendo en Granby. La densidad de población era de 85,78 hab./km². De los 6.240 habitantes, Granby estaba compuesto por el 96.49% blancos, el 0.4% eran afroamericanos, el 0.24% eran amerindios, el 1.11% eran asiáticos, el 0.02% eran isleños del Pacífico, el 0.64% eran de otras razas y el 1.11% pertenecían a dos o más razas. Del total de la población el 2.08% eran hispanos o latinos de cualquier raza.